# Tarzan (film, 1999)
Tarzan är en amerikansk animerad film från 1999, producerad av Walt Disney Animation Studios, utgiven av Walt Disney Pictures och Buena Vista Distribution. Filmen är baserad på Edgar Rice Burroughs litterära gestalt Tarzan.

## Handling
I slutet av 1880-talet, utanför Afrikas kust, flyr ett ungt par med sin nyfödde son från ett brinnande fartyg och kommer till en outforskad djungel där de bygger en trädkoja av bärgade fartygsdelar. Samtidigt vandrar två gorillor, Kerchak och Kala, med sin flock efter att deras nyfödde son dödats och ätits upp av leoparden Sabor.
När Kala hör ett avlägset barnskrik följer hon skriket och kommer till en trädkoja där hon hittar det skrikande barnet och de livlösa kropparna av barnets föräldrar. Sabor befinner sig fortfarande i trädkojan. Kala räddar barnet från leoparden och återvänder till flocken tillsammans med ungen. Kerchak föraktar pojken för hans utseende men låter honom stanna på villkoret att han inte blir hans son. Kala döper pojken till Tarzan. 
Några år senare blir Tarzan vän med den busiga gorillan Tufs och den ängsliga elefanten Tantor. Tarzan växer upp och blir en stark och skicklig människoapa som använder sin intelligens för att läsa problem. Tarzan dödar Sabor när hon anfaller gorillaflocken, och vinner lite av Kerchaks respekt.  
Tarzan får sedan syn på en grupp människor som anländer till djungeln: professor Archimedes Porter och hans dotter Jane Porter som har rest till Afrika för att söka efter gorillor. Deras guide är jägaren Clayton. Jane möter en flock arga babianer som jagar henne, men så småningom blir hon räddad av Tarzan. Den nyfikne Tarzan studerar nyfiket Jane och inser att de är av samma art. Han för sedan tillbaka Jane till hennes läger.
Tarzans vänner hittar människornas läger och förstör det av misstag. När Tarzan fört tillbaka Jane till lägret måste han ge sig av tillsammans med de andra djuren. Kerchak säger till de andra gorillorna att de ska hålla sig borta från lägret, men Tarzan protesterar och återvänder i hemlighet. Människorna undervisar Tarzan om den mänskliga världen och Jane ber honom att visa vägen till gorillorna, vilket Tarzan säger att han inte kan, på grund av Kerchak.
Några dagar senare förbereder sig Jane och de andra till att lämna djungeln då de inte kunnat hitta några gorillor, vilket gör Tarzan förtvivlad och han planerar att med Tufs och Tantors hjälp röja undan Kerchak medan han visar människorna vägen till gorillornas näste.
Tarzan leder människorna till gorillorna men Kerchak återvänder och attackerar Clayton. Tarzan sätter stopp för Kerchak medan Clayton, Jane, och professor Porter flyr, och blir utstött av gorillaflocken. Tarzan beslutar sig för följa med Jane till England och leva som en människa. Han säger farväl till Kala och säger att hon alltid kommer att vara hans mor. Kala säger att han alltid kommer att finnas i hennes hjärta. När det är dags för avresa gör Clayton och besättningen myteri och låser in Tarzan, Jane, och professor Porter på fartyget. Claytons plan var alltid att fånga gorillorna och sälja dem till en djurpark. 
Tantor och Tufs lyckas befria Tarzan och de ger sig iväg för att stoppa Clayton och hans män. I den efterföljande striden skjuter Clayton Kerchak och ger honom livshotande skador. Tarzan tar Claytons gevär från honom och slår sönder det. Clayton anfaller Tarzan med en machete och följer efter honom i ett virrvarr av lianer. När Clayton blir intrasslad och försöker hugga sig loss, märker han inte att en av dem fastnat runt hans hals, han faller och råkar hänga sig själv till döds. Tarzan hittar den döende Kerchak som ber Tarzan om ursäkt för sitt beteende och utser honom till den nye ledaren över gorillaflocken.
Jane inser att hennes hjärta tillhör Tarzan, så hon återvänder till djungeln med sin far och tillsammans gör de sig redo för ett nytt liv där. 

## Om filmen
- Filmen tilldelades en Oscar för sången You'll Be In My Heart som framförs av Phil Collins.
- Filmen bygger på Edgar Rice Burroughs böcker om Tarzan.
- Phil Collins lånade inte bara ut sin sångröst till den engelska versionen, utan även till de tyska, spanska, franska och italienska versionerna.

## Rollista
| Roll                                   | Originalröst    | Svensk röst         |
| -------------------------------------- | --------------- | ------------------- |
| Tarzan                                 | Tony Goldwyn    | Reuben Sallmander   |
| Tarzan (som ung)                       | Alex D. Linz    | Sean Bussoli        |
| Jane Porter                            | Minnie Driver   | Anna Norberg        |
| Kala                                   | Glenn Close     | Lena Endre          |
| Tufselina "Tufs" (eng. Terkina "Terk") | Rosie O'Donnell | Charlott Strandberg |
| William Cecil Clayton                  | Brian Blessed   | Rolf Lassgård       |
| Professor Archimedes Q. Porter         | Nigel Hawthorne | Povel Ramel         |
| Kerchak                                | Lance Henriksen | Torsten Wahlund     |
| Tantor                                 | Wayne Knight    | Magnus Härenstam    |
| Tantor (som ung)                       | Taylor Dempsey  | Tomas Futvoye       |
| Sångröst                               | Phil Collins    | Pelle Ankarberg     |
| Flynt                                  | Erik von Detten | Lasse Berghagen     |
| Mungo                                  | Jason Marsden   | Hasse Andersson     |
| Tantors mamma                          | Patti Deutsch   | Siw Malmkvist       |

- Övriga röster — Anders Öjebo, Gunilla Orvelius, Isabelle Moreau, Kaj Stenberg, Krister Roseen, Mats Wänblad, Monica Forsberg, Per Steffensen, Roger Storm, Stefan Berglund, Ulf Adelsohn

- Svensk regi och översättning — Monica Forsberg[2]